# Glan Letheren
Glan Letheren (Dafen, 1956. május 1. – 2024. június 6.) walesi labdarúgó, kapus.

## Pályafutása

### Játékosként
1973 és 1977 között az angol Leeds United cserekapusa volt. Tagja volt az 1974–75-ös BEK-döntős csapatnak, de a döntőn nem szerepelt. 1976–77-ben kölcsönben az angol Scunthorpe United együttesében védett. 1977 és 1979 között az angol Chesterfield, 1979 és 1981 között a Swansea City, 1981–82-ben az angol Blackpool, 1982-ben az angol Oxford City, 1982–83-ban az angol Scarborough labdarúgója volt.

### Edzőként
A játéktól való visszavonulása után edzőként és játékosmegfigyelőként dolgozott. Kapusedzőként dolgozott a Leeds United, a Swansea City, az Exeter City, a Chester City és a Leicester City csapatainál, továbbá a walesi női válogatotnál.

## Magánélete
Fia, Kyle Letheren (1987–) korosztályos válogatott walesi labdarúgó, aki szintén kapus poszton játszott.

## Sikerei, díjai
Leeds United
- Angol bajnokság
  - bajnok: 1973–74
- Bajnokcsapatok Európa-kupája (BEK)
  - döntős: 1974–75